# Navio quartel

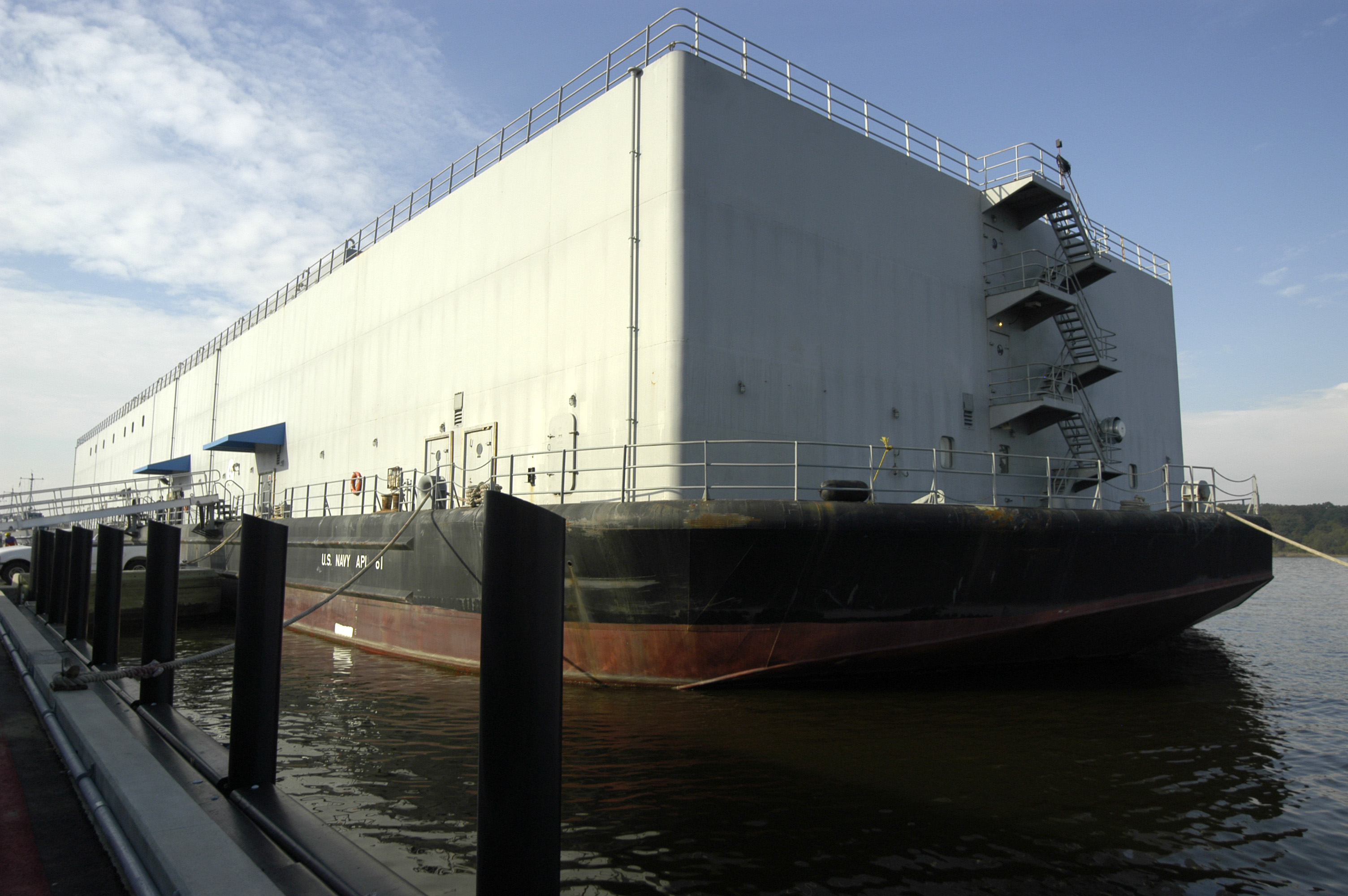
Quartel da Marinha dos EUA envia APL-61 em 2003

Um navio quartel ou barcaça quartel, ou em uso civil uma embarcação ou navio de alojamento, é um navio ou uma barcaça não autopropelido que contém uma superestrutura de um tipo adequado para uso como quartel temporário para marinheiros ou outro pessoal militar. Um navio-quartel, uma forma militar de um navio dormitório, também pode ser usado como uma unidade receptora para os marinheiros que precisam de residência temporária antes de serem designados ao seu navio.

## Primeiras utilizações

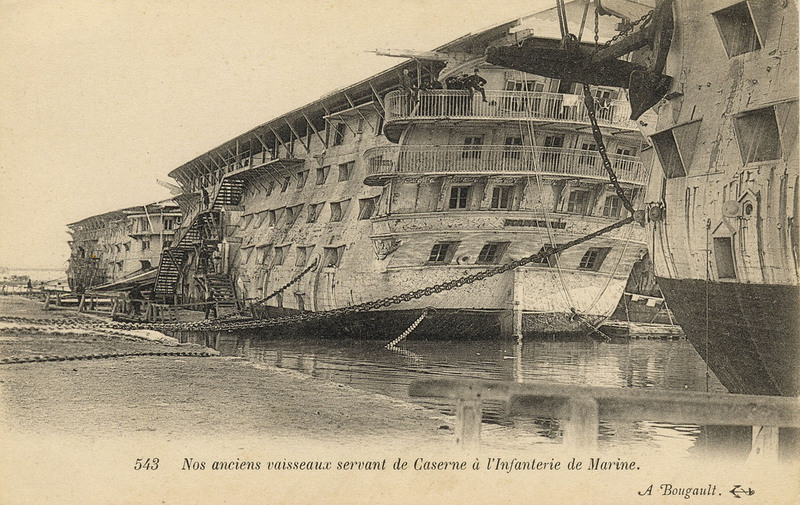
Navio quartel francês Souverain, para fuzileiros navais

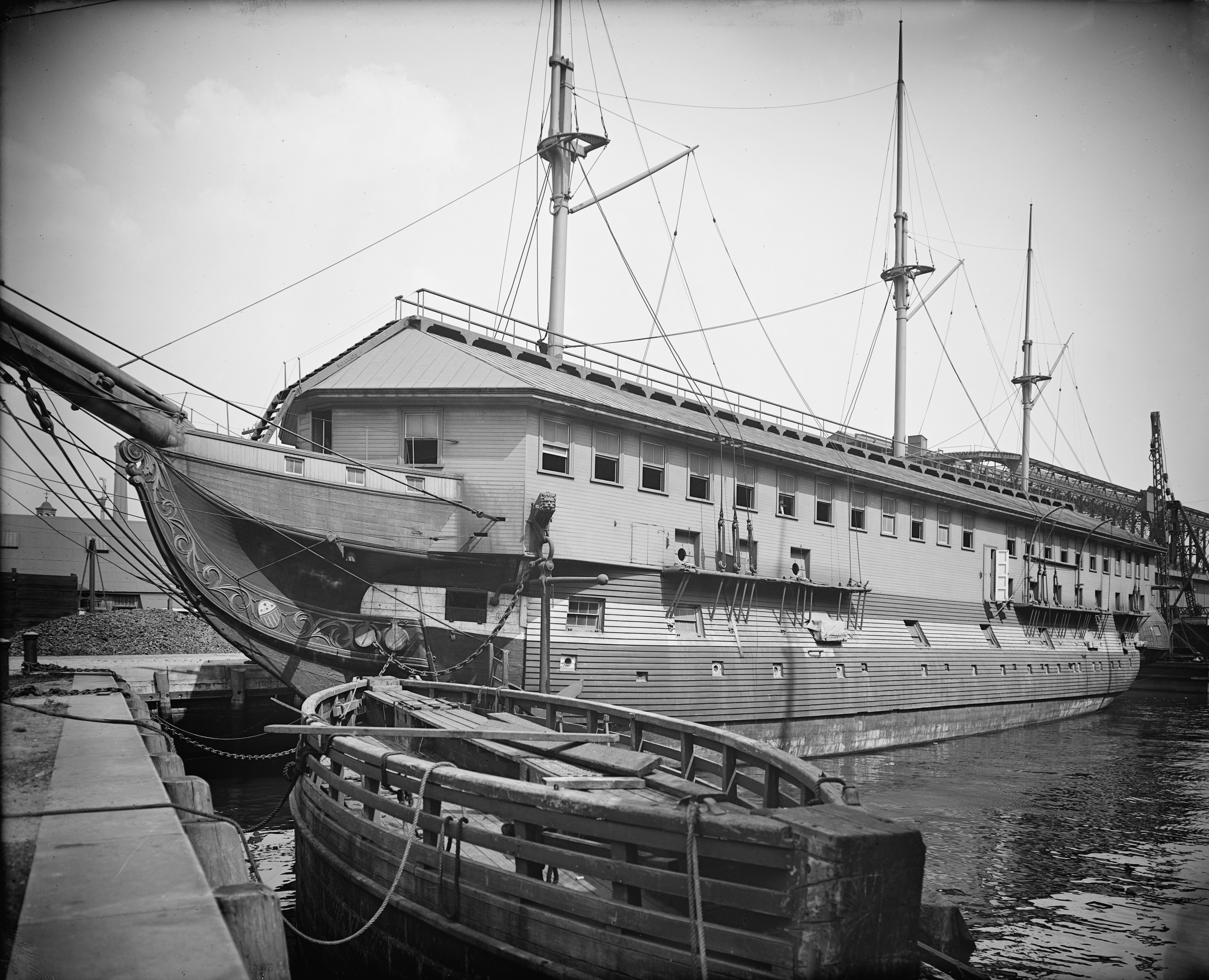
USS Constitution como navio de quartel em Boston c. 1905

Os navios de quartel eram comuns durante a era dos navios à vela, quando as instalações em terra eram escassas ou inexistentes. Os navios de quartel eram geralmente cascos. Às vezes, navios de quartel também eram usados como navios de prisão para condenados, prisioneiros de guerra ou internos civis.

## Uso na Segunda Guerra Mundial
Os navios do quartel na área de combate forneciam a residência necessária para os marinheiros e comerciantes cujo navio havia afundado ou cujo navio havia sido tão danificado que o atracamento em porto não era mais possível. Eles também foram usados em bases avançadas e como quartéis móveis para unidades como batalhões de construção. Ocasionalmente, eles seriam usados para outras funções, como fornecer espaço para escritório.
Os APL eram navios-quartel não-autopropulsores, utilizados pela Marinha dos Estados Unidos em áreas avançadas durante a Segunda Guerra Mundial, especialmente no Oceano Pacífico , e foram designados APL, como o APL-18, comissionado em 1944 e com as seguintes especificações para APL-1 a APL-58 :
- Deslocamento 1.300 t. (Lt), 2.580 t. (Fl)
- Comprimento 80 m (261 ft)
- Boca 15 m (49 ft)
- Calado 3.4 m (11 ft)
- Complemento desconhecido
- Acomodações 5 oficiais, 358 alistados

APB-35 a APB-51 foram navios quartel com propulsão construídos em 1944. O APB tem um deslocamento de carga total de 2.190 toneladas.
Os navios de transporte também foram usados como quartéis por outras marinhas de guerra, como a SS General San Martin do Kriegsmarine SS General San Martin. Um dos dois porta-aviões auxiliares da classe Jade ( Elbe ) também foi convertido em um navio de quartel.

## Uso subsequente
O Reino Unido usou navios-quartel para ajudar a guarnecer as Ilhas Malvinas depois de derrubar a força de ocupação argentina na Guerra das Malvinas de 1982. O antigo transportador de automóveis MV St Edmund e TEV Rangatira foram utilizados em Port Stanley em 1982, e manteve-se até rangatira de Setembro de 1983.
Rangatira também é um exemplo de um navio de alojamento civil. Ela e outro ex-ferry, MV <i id="mwRA">Odysseus</i>, abrigavam trabalhadores que construíram uma plataforma de petróleo em Loch Kishorn, na Escócia, em 1977–78, e Rangatira abrigou trabalhadores que construíram o Terminal Sullom Voe nas Ilhas Shetland, em 1978–81.